# Valentin Blomer

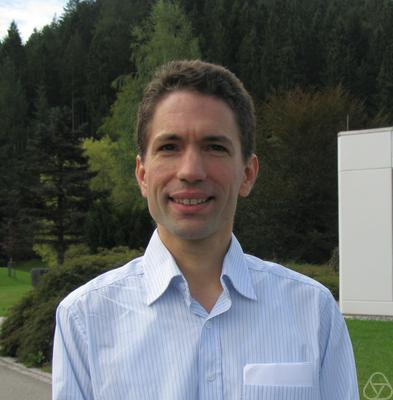
Valentin Blomer

Valentin Blomer (* 4. August 1977 in München) ist ein deutscher Mathematiker, der sich mit analytischer Zahlentheorie beschäftigt.

## Leben
Blomer erhielt 1993 das Goldene M als Preis im Wettbewerb der Mathematik-Zeitschrift Monoid und siegte als Schüler 1995 im Bundeswettbewerb Mathematik. Er studierte Mathematik und Informatik an der Universität Mainz. 2002 promovierte er in Stuttgart bei Jörg Brüdern (The arithmetic of squareful numbers) und 2005 habilitierte er sich in Göttingen. Als Post-Doktorand war er an der University of Toronto. Er war von 2004 bis 2005 Juniorprofessor an der Universität Göttingen. Danach wechselte er an die Universität Toronto, wo er Assistant Professor war und später eine volle Professur erhielt. Seit 2009 war er Professor an der Universität Göttingen, seit 2019 ist er an der Universität Bonn.
Blomer widerlegte eine Vermutung von Paul Erdős, der vermutete, dass die Anzahl natürlicher Zahlen kleiner als {\displaystyle n}, die als Summe zweier Zahlen darstellbar sind, deren Primfaktorzerlegungen aus Primzahlquadraten oder höheren Primzahl-Potenzen bestehen (Quadratvolle Zahlen, Squareful Numbers), mit {\displaystyle {\frac {n}{\sqrt {\log(n)}}}} wächst. Wie Blomer zeigte, wachsen sie stattdessen wie {\displaystyle {\frac {n}{{(\log {n})}^{\alpha }}}} mit {\displaystyle \alpha =1-{2}^{-{\frac {1}{3}}}\approx 0.206}.
Er erhielt 2005 den Heinz Maier-Leibnitz-Preis, 2009 den André-Aisenstadt-Preis und 2010 den Ribenboim-Preis. 2008 war er Sloan Fellow. 2010 gewann er einen ERC starting grant. 2019 wurde Blomer in die Academia Europaea gewählt. 2021 hielt er eine Gauß-Vorlesung.
Valentin Blomer ist auch Pianist, er studierte Klavier an der Hochschule für Musik und Darstellende Kunst Frankfurt am Main. 2015 gewann er den 1. Preis bei den Amateuren beim 2. Internationalen Klavierwettbewerb Hans von Bülow in Meiningen.
Blomer ist verheiratet und hat drei Kinder.

## Schriften
- mit Farrell Brumley The role of the Ramanujan conjecture in analytic number theory, Bulletin AMS, Band 50, 2013, S. 267–320, Online
- Twisted L-functions over number fields and Hilbert's eleventh problem (mit G. Harcos), Geom. Funct. Anal. 20 (2010), 1–52
- Bounding sup-norms of cusp forms of large level (mit R. Holowinsky), Invent. Math. 179 (2010), 645–681
- On the Ramanujan conjecture over number fields (mit F. Brumley), Annals of Math. 174 (2011), 581–605
- Distribution of mass of holomorphic cusp forms (mit R. Khan und M. Young), Duke Math. J. 162 (2013), 1609–1644
- Applications of the Kuznetsov formula on GL(3), Invent. Math. 194 (2013), 673–729